# Histoire de Saint-Beauzély

Blason de Saint-Beauzély

La commune de Saint-Beauzély se trouve dans le département actuel de l’Aveyron et dans l’ancienne province du Rouergue, à 20 km au nord-ouest de Millau. Le territoire communal correspond en grande partie à la communauté – ou taillable - d’Ancien Régime, à laquelle fut adjoint le domaine de La Gineste (ancienne enclave de la communauté de Castelnau-Pégayrols) et, en 1837, l’extrémité méridionale de l’ancienne communauté de Saint-Léons, composée de trois domaines.
Le village de Saint-Beauzély (Baudilius en latin, Sant-Bausèli en occitan) tire son nom du saint patron de la paroisse.
Occupé très anciennement, ce territoire était traversé par une voie romaine (au sujet du Grand chemin et ses variantes. Ce n’est toutefois qu’au Moyen Âge que fut bâti et loti le bourg fortifié. Devenu chef-lieu de seigneurie et de paroisse, riche de la production agricole environnante, de sa spécialisation dans l’extraction et le travail de la pierre et comme village-étape sur un axe important, il fut prospère du Moyen Âge au XIXe siècle. Il obtint le statut de chef-lieu de canton en 1790, ce qui confirma son rôle administratif. Mais la construction, dès la fin du XVIIIe siècle, d’un axe routier majeur détournant la circulation de la commune (la « route des intendants », actuelle D 911) et la marginalisation progressive des productions économiques locales contribuèrent à la perte de vitalité et de population de la commune et de son chef-lieu, au XIXe et au XXe siècles. Cependant, depuis quelques décennies, Saint-Beauzély se développe de nouveau, comme « banlieue » résidentielle de Millau, dans le cadre de la rurbanisation, avec l’installation de jeunes couples qui permettent aux services publics ruraux et à quelques commerces de se maintenir.

## Préhistoire et histoire antique
De nombreuses traces archéologiques ont été découvertes sur le territoire de Saint-Beauzély, qui compte plusieurs dolmens. Elles démontrent un peuplement très ancien. Toutefois, on ne connaît pas aujourd’hui une véritable agglomération antérieure au bourg médiéval dans l’espace de la commune. On a cependant retrouvé en 1987 un sanctuaire gallo-romain au lieu-dit des Basiols, sur la crête du Lévézou, près de la voie romaine. Il a été fréquenté du début du premier siècle jusqu’au IVe siècle.
En effet, une voie romaine traversait le territoire actuel de cette commune selon un axe du sud-est vers le nord-ouest (soit la D30 puis la D171, mais sans les virages et les détours). Elle reliait Millau (Condatomagos-Amiliavum) à Rodez (Segodunum). Son tracé devait suivre des voies plus anciennes. Il est resté un axe important jusqu’au XIXe siècle. 

## Histoire médiévale et moderne

### Histoire ecclésiastique : les paroisses de Saint-Beauzély et de Salsac – Azinières
Saint-Beauzély était dans le diocèse de Rodez. L’église de Saint-Beauzély est mentionnée pour la première fois en 1082. Elle était associée au prieuré de Castelnau-Pégayrols, dont elle dépendait avec d’autres églises voisines. Le prieuré fut cédé par les seigneurs de Castelnau, de la famille de Lévézou, à l’abbaye bénédictine Saint-Victor-de-Marseille en 1071. L’église était une annexe de Castelnau, avec toutes les fonctions paroissiales, jusqu’à ce qu’elle devienne une paroisse de plein droit en 1682 (Archives départementales de l’Aveyron, G 312). Jusqu’à la Révolution française, les curés de Saint-Beauzély étaient proposés par le prieur de Castelnau à l’évêque de Rodez qui les investissait. Le prieur de Castelnau prenait la dîme sur la paroisse.
Le saint patron de l’église et de la paroisse, Saint Beauzély ou Baudile ou Beaulize (Baudilius), aurait été un soldat romain chrétien originaire d’Orléans, martyrisé à Nîmes pour avoir refusé de sacrifier aux idoles. Il aurait été fouetté et décapité. Son culte se serait développé autour de son tombeau, d’abord situé dans un bois à l’extérieur de la ville près d’un laurier, et doté de vertus curatives pour les enfants. Ses reliques furent ensuite transférées dans la ville, mais elles ont disparu au cours des guerres de religion. Son culte se serait répandu le long de grands axes de communication empruntés par des soldats, ce qui vaut pour Saint-Beauzély en Rouergue. D’abord représenté comme un soldat au laurier, il a pris ensuite l’apparence iconographique d’un diacre et d’un saint guérisseur.
Le territoire de la paroisse ne couvrait qu’une partie de la commune actuelle et de l’ancienne communauté, comprenant les faubourgs de Saint-Beauzély, les hameaux de Muzettes, Les Gardies, Barruques et Alaret et les domaines de La Baume, La Baumette et Les Landes. Le village de Gaverlac dépendait de la paroisse de Saint-Laurent-du-Lévézou, le moulin de Moulibez de celle de Castelmus et le domaine de la Gineste d’Estalane. 
Les autres lieux dépendaient de la paroisse de Salsac. L’église Saint-Jacques de cette petite paroisse est isolée dans la vallée de la Muse. C’est un édifice intéressant : des vestiges gallo-romains auraient été utilisés pour construire une église pré-romane au XIe siècle, transformée en église romane au XIIe siècle. Elle qui sert aujourd’hui de garage, au péril de sa conservation. Outre quatre domaines agricoles, c’est surtout le village d’Azinières qui peuplait la paroisse. Il était situé sur l‘ancienne voie romaine, sur le Causse Rouge. Au XVIIIe siècle, ses habitants obtiennent le transfert du culte dans une chapelle construite à Azinières, alors dédiée à Saint Roch. La paroisse avait été donnée par l’évêque de Rodez à l’abbaye Saint-Victor-de-Marseille en 1252, dans le cadre d’un échange de paroisses. Elle fut rattachée au prieuré de Castelnau, comme Saint-Beauzély. Le prieur levait la dîme et nommait le curé.

### Le prieurégrandmontaindeComberoumal[7]
Ce monastère de l’ordre de Grandmont, magnifiquement préservé et restauré, aurait été fondé en 1192. Une légende attribue la fondation à une dame de Saint-Beauzély en remerciement de la guérison de son fils après avoir prié pour Saint-Étienne, étant protectrice de moines de l’ordre de Grandmont installés au lieu de Laura-Ventosa. Les moines auraient quitté un ermitage troglodytique -une laure- pour le nouveau monastère. On ne conserve pas d’acte précis de fondation. L’abbé Rouquette précise que le comte de Rodez appela ces moines en 1210 sur une terre qui lui appartenait. Mais Marc Vaissière signale la mention d’une inféodation datée de 1207. Il confirme la donation royale.
Le monastère était dirigé par un prieur qui possédait droit de justice haute, moyenne et basse sur une partie du territoire de la commune actuelle de Saint-Beauzély formant une seigneurie constituée de bois et de champs. Le prieuré fut réuni en 1317 à celui de Saint-Michel près de Lodève et ne conserva que quatre moines. Puis il fut déserté à partir des guerres de religion. Au XVIIIe siècle, lors de la suppression de l’ordre de Grandmont (1769), il n’y avait plus qu’une famille de fermiers, les Alric, pour gérer économiquement le domaine. Le monastère et ses terres furent vendus en 1791 comme bien national à famille de Julien de Pégayrolles.
Les moines sont à l’origine de la construction d’un très beau monastère en grès ocre dont on conserve l’église, une partie du cloître, la salle capitulaire, le cellier, le dortoir et les bases du réfectoire et des cuisines sur lesquelles une maison de maître a été construite au XIXe siècle. L’ensemble en grès taillé avec un soin extrême est somptueux.
Autre présence ecclésiastique indirecte sur le territoire actuel de la commune, le domaine de La Gineste, autrefois dans la communauté de Castelnau et dans la paroisse d’Estalane, qui appartenait à l’abbaye bénédictine de moniales dite l’Arpajonie de Millau.

### La seigneurie de Saint-Beauzély
La première mention d’un château à Saint-Beauzély daterait de 1189-1192, mais il s’agit d’un récit légendaire sur la fondation du prieuré de Comberoumal, repris dans de multiples sources. 
Il semble que la véritable première mention de la seigneurie soit du début XIIIe siècle. Elle appartenait alors à la puissante famille des Lévézou, qui dominait un immense territoire, à cheval sur le massif du Lévézou, le plateau de Salles-Curan et la vallée de la Muse et du Tarn, jusqu’aux portes de Millau. Ce domaine fut progressivement démembré entre diverses branches et sa géographie largement recomposée. 
En 1228, Alix de Lévézou reçut en dot la seigneurie de Saint-Beauzély lors de son mariage avec Bernard d’Arpajon, autre puissante famille de la noblesse rouergate. Mais en 1238 Bernard de Lévézou fit hommage au comte de Toulouse pour Saint-Beauzély et Castelnau. Il est possible qu’il y ait partage de droits avec coseigneuries, comme c’était fréquent en Rouergue.
La seigneurie changea de famille au gré des mariages et des ventes, selon une histoire complexe. Se succédèrent les Combret (XIIIe siècle), les Roquefeuil (XIVe siècle), les Arpajon (XVe et XVIe siècles), les Castelpers-Panat-Combret (XVIe siècle) qui tentèrent de constituer une grande seigneurie protestante, les Tauriac (1598-1621), Antoine Grégoire des Gardies (époux Tauriac en 1621) et finalement les de Julien de Pégayrolles qui acquirent la seigneurie au début du XVIIIe siècle, les biens des héritiers Grégoire des Gardies ayant été mis sous séquestre en 1716, pour dettes.
En 1759, la famille de Julien qui a acquis les seigneuries de Castelnau* et de Saint-Beauzély, obtint le titre de Marquis de Pégayrolles couvrant ces deux seigneuries. Castelnau était le lieu de résidence des seigneurs, alors que le château de Saint-Beauzély accueillait l’auditoire de justice, les prisons et les greniers pour les impôts seigneuriaux, que les marquis s’employaient à recueillir avec toute la rigueur de la réaction nobiliaire* du XVIIIe siècle. Le dernier marquis, mourut dans les prisons révolutionnaires en 1794.
Le territoire de la seigneurie ne couvrait qu’une partie de la commune actuelle qui correspond aussi à :
- la seigneurie de Comberoumal, sous l’autorité du prieur grandmontain du lieu, puis de celui de Saint-Michel-de-Grandmont près de Lodève. Cette seigneurie s’étendait autour du monastère, et possédait une enclave à Salsac[17].
- une enclave de la communauté de Castelnau, le domaine de La Gineste, dépendant du monastère de bénédictines l’Arpajonie de Millau.
- une petite partie de la seigneurie de Saint-Léons, possédée par le prieur du monastère bénédictin du lieu dépendant de l’abbaye Saint-Victor-de-Marseille

Le château fut reconstruit aux XVI-XVIIe siècle. Les armes des Tauriac sont sculptées au-dessus de deux portes dont l’encadrement classique (pilastres, arcs et clés en saillie, frontons et cartouches) est similaire à un porche de la rue Guilhem-Estève de Millau. Très massif, le château intègre une partie des remparts du bourg, avec mâchicoulis et chemin de ronde, mais ses façades sont ajourées par de très grandes fenêtres à meneaux qui lui confèrent un aspect plus palatial et moins défensif. Très belle taille de pierre et magnifique escalier à volées droites rampe sur rampe, avec arcatures, claire-voie et balustres. L’histoire architecturale précise de cet édifice reste à faire.
Le passage et sa logette qui relient le château avec la maison de l’autre côté de la rue haute évoquent un peu le pont des soupirs…

### Le bourg fortifié
On ignore à quoi ressemblait Saint-Beauzély avant la construction du village sur le modèle d’un bourg loti, avec un plan géométrique, en particulier de part et d’autre de la rue basse. Dans la partie haute du bourg ancien, les vestiges du chevet médiéval de l’ancienne église, et le plan moins régulier peuvent laisser penser qu’il y avait là un premier petit noyau d’habitat, intégré ensuite dans le plan du bourg. Il reste de nombreuses traces d’architecture des XVe et XVIe siècles, période de prospérité du Rouergue entre la Guerre de cent ans* et les guerres de religion*, en particulier de nombreuses fenêtres à meneaux aux encadrements moulurés, qui devaient décorer des maisons de notables, rentiers et marchands. Ces maisons avaient des escaliers à vis dans des tours appelées visettes, ou des escaliers droits en avant le long de la maison, aboutissant à une petite terrasse à l’étage, appelés balat.
On trouve aussi des vestiges de belles maisons dans les anciens faubourgs, le faubourg haut dit du Cap de La Viale, vers le nord-ouest, le faubourg de La Madeleine (surtout XIXe siècle) vers l’est, et le faubourg du pont au sud-est.

### Le grand chemin et le pont
Le « grand chemin » ou cami ferrat, héritier de la voie romaine, est certainement l’un des facteurs majeurs de construction du bourg fortifié de Saint-Beauzély au Moyen Âge. Il passait par le pont de pierre qui permettait de traverser le ruisseau de la Muse qui aurait été construit en 1228 avec la dot d’Alix de Lévézou. Le pont aurait été défendu par une tour crénelée. Malgré plusieurs campagnes de restauration, il conserve un tablier médiéval avec les armes de la famille d’Arpajon. Il était entouré de plusieurs moulins.

### Les activités économiques
Le territoire de Saint-Beauzély formait un terroir assez complémentaire. Il associait des causses, plateaux calcaires propices à la culture du froment et à l’élevage ovin, un massif ancien boisé associant élevage bovin et culture du seigle, et un vallon fertile et abrité, tapissé de prairies, de vignes et de vergers.
Le châtaignier est toujours très présent, mais les pommiers de Saint-Beauzély ont perdu leur gloire des XVIIIe-XIXe siècles. Passerose, reinette, grasse et villefranquaise auraient alors été exportées jusqu’aux Amériques : « les pommes de reinette en sont transportées jusques dans les ports du midi, et l’on assure qu’elles se conservent mieux dans le trajet de l’Amérique ou des Indes, que celles des Cevennes ou de Normandie ». 
Il y avait, sous l’Ancien Régime, trois foires annuelles, dont la principale en mai pour le bétail. Un acte notarié de 1758 nous apprend qu’il n’y avait pas de « pierre foirale » à Saint-Beauzély, c’est-à-dire de mesures à grain en pierre comme on en trouve encore à Compeyre ou à Saint-Léons, mais des mesures portables en cuivre ou en bois. L’acte est une déclaration des consuls de Saint-Beauzély, qui constatent à partir d’anciennes mesures frappées aux armes des Tauriac, que la mesure de Millau équivaut à 79 / 80e de celle de Saint-Beauzély. Ils décident de faire fabriquer de nouvelles mesures aux armes du marquis de Pégayrolles. L’ancien four banal, qui était au nord-ouest du bourg, a disparu.
Saint-Beauzély était aussi important pour ses carrières de grès de qualité, utilisé pour la construction, en particulier pour les encadrements de portes et de fenêtres, et pour la fabrication de meules. Plusieurs familles de tailleurs de pierre, maçons et couvreurs habitaient le bourg et certaines ont fait fortune comme entrepreneurs du bâtiment. Ainsi au XVe siècle, Pierre Combettes rebâtit le château de l’évêque de Rodez à Salles-Curan et Déodat Alaux s’occupa de l’église de Salles-Curan et des fortifications des cités hospitalières du Larzac. Au XVIIe siècle, Pierre Forestier travailla à Bozouls et au chevet de l’église Notre-Dame de Millau. Le musée de Saint-Beauzély témoigne, entre autres, de ces activités économiques par sa riche collection d’outils et de découvertes archéologiques. M. Marchand, maire de Saint-Beauzély en est l’un des principaux initiateurs.

### Les guerres de religion
Les guerres de religion ont touché toute la région de Millau par l’affrontement de bandes catholiques et protestantes, plus intéressées par les rapines, le pillage et les rançons que par les querelles religieuses. Le seigneur de Saint-Beauzély était protestant. Le bourg fut pris par les catholiques en 1568, repris en 1570 puis en 1574 et en 1578.

### L'Ancien Régime
Après les guerres de religion, Saint-Beauzély a vécu l’histoire d’un bourg de province parmi tant d’autres, de plus en plus pris dans le mouvement de centralisation de la monarchie absolutiste. Quelques familles de marchands et notaires ont réussi de belles ascensions sociales, leur permettant d’accéder à des offices judiciaires importants au XVIIIe siècle, mais toujours sous le contrôle strict et méticuleux des seigneurs de Julien de Pégayrolles. Ainsi les Combettes, marchands puis bourgeois devenus officiers de l’administration royale et les Poujade, notaires et juges seigneuriaux. La famille Olier, meuniers au moulin haut exerçait aussi son influence.

### La communauté des habitants
Il y a peu d’informations publiées sur la communauté des habitants avant l’Ancien Régime. Comme dans tout le Rouergue, les habitants de la seigneurie formaient une communauté soumise à de multiples impôts, royaux et seigneuriaux. Des consuls représentaient la population. Ils étaient élus annuellement, sur présentation des consuls sortants. Leur principal mission était de prélever l’impôt royal, la taille*.

### La population
Le « Livre de l’épervier », document dressant une liste de la population rouergate par paroisse avant la peste du milieu du XIVe siècle attribue 145 feux à la paroisse de Saint-Beauzély. Celle de Salsac n’est pas citée.
Le cadastre de 1633 donne un aperçu de la population de la communauté à cette date.
En 1771, il y avait environ 600 habitants dans la paroisse de Saint-Beauzély, dont 400 dans le bourg, et 141 habitants dans la paroisse de Salsac, dont 107 à Azinières. Vers 1788, le chanoine Grimaldi reprend le chiffre de 600 habitants dans la paroisse de Saint-Beauzély en précisant  le nombre de maisons par lieu habité, soit 121 au total, dont 96 dans la bourg.
Les curés de 1771 déclarent : à Salsac 30 pauvres dont 4 invalides et 16 jeunes enfants ; à Saint-Beauzély, une cinquantaine de pauvres depuis la cherté des grains dont 6 ou 7 invalides. Il signale « une infinité de mandiants qui passent tous les jours dans l’endroit, qui vont ou qui reviennent du Languedoc ». À la même date, il y avait un instituteur, une institutrice et deux chirurgiens à Saint-Beauzély.
Un dénombrement de 1793 donne 705 habitants pour les deux paroisses.

## Lapériode révolutionnaire
Aucune étude précise de Saint-Beauzély pendant la période révolutionnaire n’a été publiée, malgré des archives intéressantes. Toutefois des extraits du registre de délibérations municipales sont disponibles dans le livre de Paul Querbes. Elles suggèrent des tensions politiques dans la communauté, qui adopte le nom de Libre-Muse entre 1794 et 1795.
Les biens de la famille des seigneurs, les Julien de Pégayrolles, sont confisqués et vendus. Le château est acquis par Poujade, puissant notaire, qui prend la direction de l’administration locale au début de la Révolution avant d’être mis en cause pour modérantisme et protection de prêtres réfractaires.
Une enquête de l’an VI donne les informations suivantes pour Saint-Beauzély : on trouvait sur la commune de l’époque 104 laboureurs (paysans propriétaires), 132 bergers, 97 domestiques males, 124 journaliers (salariés agricoles), 9 maçons, 4 couvreurs, 3 menuisiers, 2 cardeurs, 17 tisserands, 7 tailleurs, 3 chapeliers, 3 cordonniers, 5 forgerons, un serrurier, un boucher, un chirurgien, un horloger, 5 meuniers, un secrétaire, un homme de loi.

## Fragments d’histoire duXIXesiècle
Saint-Beauzély devenu chef-lieu de canton bénéficie un peu de cet avantage administratif, malgré la forme et la géographie du canton qui ne se prêtent pas au développement d’un bourg central. La composition de la population active montre que le bourg a perdu ses fonctions administratives de chef-lieu de seigneurie pour devenir plus artisanal. L’activité essentielle reste l’agriculture, et le XIXe siècle se caractérise par l’exode rural.

### L'église
En 1832-1833, le clocher de l’église, qui menace de s’écrouler, est détruit et le nouveau clocher est construit sur le flanc de l’ancienne église, par Sahut, conducteur des Ponts et Chaussées. En 1868-1871, la nef de l’ancienne église est reconstruite et réorientée par Vanginot. Une partie de l’ancienne église devient chapelle latérale. Le nouveau bâtiment est dans le style néo-roman, intégrant aussi des éléments de style gothique.

### Le château
Sous la restauration, la famille Pégayrolles récupère le château, mais le cède de nouveau à un Poujade, vicaire général du diocèse de Cahors qui le lègue à Émilie de Rodat en 1835 pour la création d’un couvent et d’une école pour filles. Cette école se poursuit jusqu'aux lois de suppression des congrégations au début du XXe siècle. Depuis, le château a été acheté par la municipalité et accueille un musée d'arts et traditions populaires.

### La population d'après les recensements
895 habitants en 1806, 912 en 1809, 887 en 1831, 897 en 1836, 919 en 1841, 928 en 1846, 927 en 1851, 925 en 1886.

### Extension du bourg vers l’est
En 1840, l’ancienne route de Saint-Beauzély vers Millau par le pont médiéval, avec de fortes pentes de part et d’autre, est remplacée par une nouvelle route plus longue en pente aménagée, qui passe par le nouveau pont du Rauzel. Elle entraîne le développement d’un nouveau faubourg vers l’est.
Une brigade de gendarmerie est installée sous la Seconde République, en 1851, et occupe d’abord une auberge du faubourg de La Madelaine.
Au milieu du XIXe siècle, Louis Rufin Szafkowski, immigré polonais, médecin diplômé de la faculté de Montpellier, s’installe comme praticien à Saint-Beauzély et fait construire une magnifique maison en forme de petit hôtel particulier à la sortie est du bourg. Ayant déménagé à Millau il loue le bâtiment comme gendarmerie à partir de 1861. Malgré l’incendie qui ravage le bâtiment en 1888, sans faire de victimes, les gendarmes s’y plaisent suffisamment pour que l’État s’en porte acquéreur en 1923-1924. Ce n’est que récemment qu’une nouvelle gendarmerie a été construite cédant la place à La Poste.
En 1910-1911, au moment de la « République triomphante » et anti-cléricale et de la promotion de l’école publique, laïque, gratuite et obligatoire, une grande et très belle école est construite dans le style d’un petit château avec escalier en fer à cheval, rez-de-chaussée en arcades à bossages, façade en pierre taillée et toit mansardé. C’est encore l’école publique. L’inscription « juge de paix » apparaît au-dessus de la porte latérale.

## Jules Merviel
Dans les années 1920-1930, un natif de Saint-Beauzély connaît une gloire nationale. Il s’agit de Jules Merviel, dit Julou, d’une famille d’aubergistes du faubourg de La Madelaine, né en 1906, devenu cycliste, champion de Paris en 1927, il remporte une série de prix en 1930, et plusieurs étapes du tour de France, jusqu’à un accident en 1935. Il meurt en 1978 à Toulon, sur son vélo, renversé par une voiture.